# 神戸市立王子スポーツセンター
神戸市立王子スポーツセンター（こうべしりつおうじスポーツセンター）は、兵庫県神戸市灘区にあるスポーツ施設である。
プールは1950年(昭和25年)1月に、陸上競技場（神戸市王子スタジアム）、補助競技場、相撲場、テニスコート(兼バレーボールコート)等は兵庫国体の開催に合わせて1956年10月に、体育館は1978年10月にそれぞれ竣工している。
神戸市が設置し、指定管理者制度に基づき公益財団法人神戸市スポーツ協会・株式会社加藤商会・アシックスポーツファシリティーズ株式会社の共同企業体が管理・運営を行っている。

## 施設
- 体育館
  - 競技場（いす席194、立見300人）
  - 身体障害者体育館
  - 剣道場
  - 柔道場
  - トレーニング室
  - 会議室
  - 多目的室
- 陸上競技場（王子スタジアム）
- 補助競技場
- テニスコート(兼バレーボールコート) 6面
- プール
- 相撲場

## 交通
- 阪急神戸線 王子公園駅から西へすぐ（陸上競技場）、北西へ徒歩約10分（体育館）。
- JR 灘駅から北東へ徒歩約10分。